# 農村人口外流

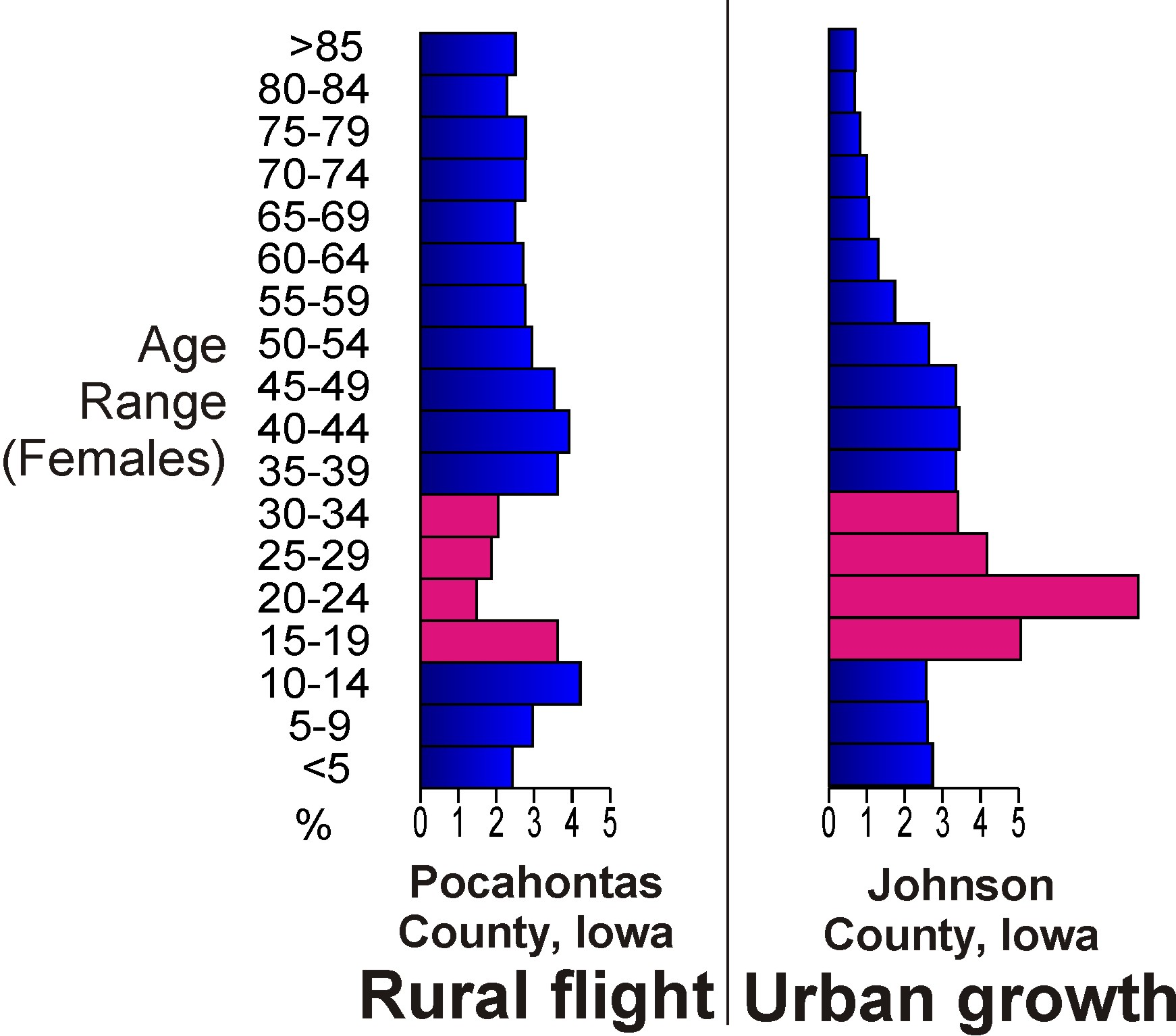
爱荷华州农村波卡洪塔斯縣（左）与爱荷华州约翰逊县城区（右）之间的人口年龄比较，显示了爱荷华州的年轻人（红色）到城市中心的流动

农村人口外流（英語：rural flight / rural exodus），又称农村空心化、过疏化（日语：過疎化），是指从农村到城市地区的人口遷徙模式，是從農村角度觀察到的城市化。
在現代，農村人口外流常发生在實現了农业的工业化（此時較少的人就能實現同樣高的產量），並且相关的農業服務和產業被整合的地區。當人口下降導致農村服務（例如商業企業和學校）流失，進而導致農村人口進一步流失、去別處尋找這些服務時，人口流失將更加嚴重。

## 历史趋势

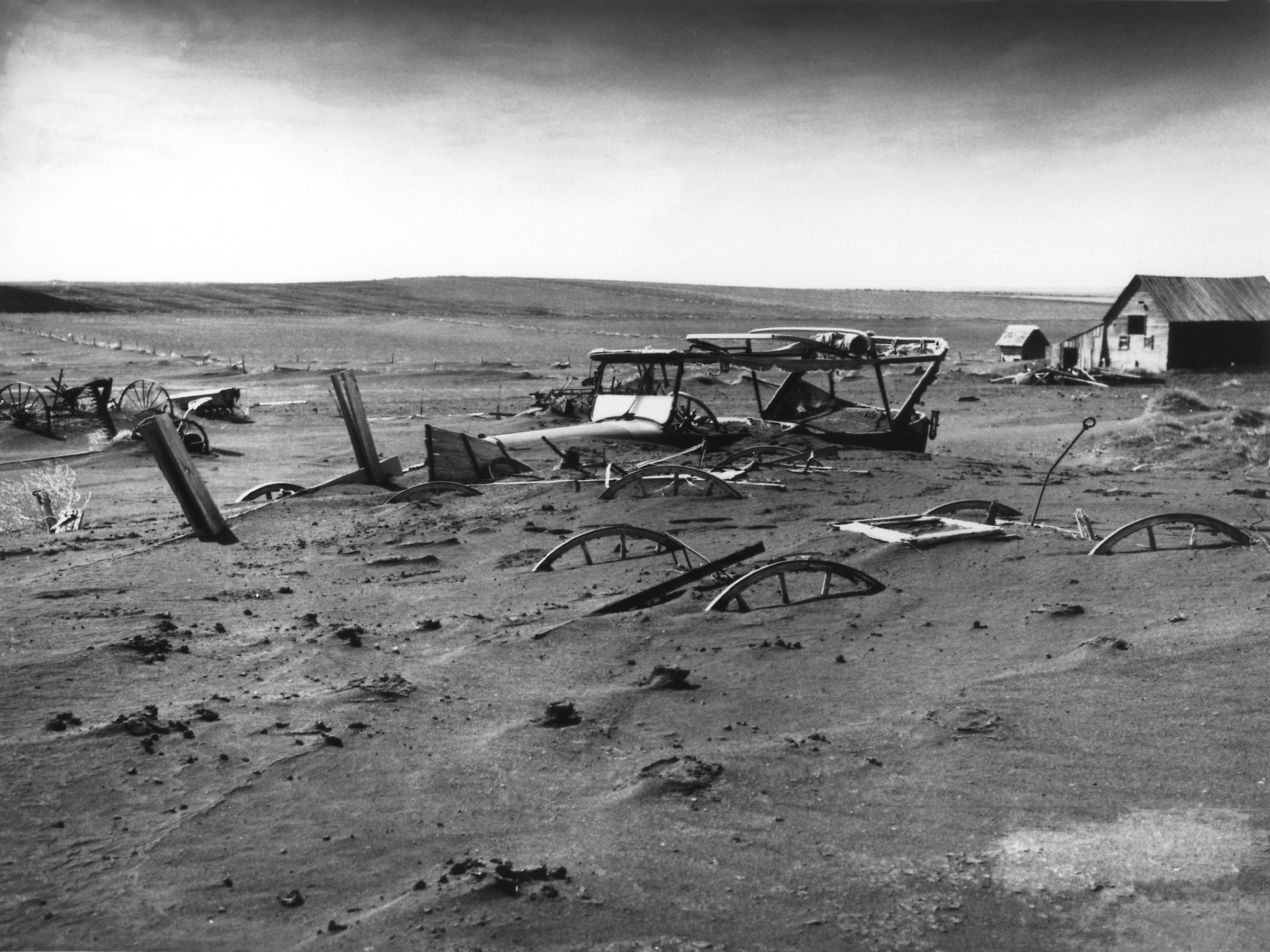
1936年5月南达科他州达拉斯的沙尘暴的影响

在工业革命之前，农村人口外流主要发生在局部地区。前工业化社会没有发生大规模的乡村至城市的迁徙，主要是由于城市无法支持大量人口。在缺乏足够的产业提供就业、城市的高死亡率和低粮食供应的抑制下，前工业城市比现代城市要小。据学者估计，古雅典和罗马在其人口高峰期分别拥有8万和50万人。
19世纪后期，欧洲工业革命的开始消除了许多这些限制因素。随着粮食供应的增加和稳定以及工业化中心的兴起，城市开始能支持更多人口，从而开启了农村人口大规模外流的闸门。1800年，英国20％的人口居住在城市地区，而1925年，这个数字超过了70％。虽然19世纪末20世纪初，大部分农村人口外流集中发生在西欧和美国，但随着工業化在20世纪传播到世界各地，农村人口外流和城市化也紧随其后。目前，在一些较新近的城市化地区，包括中国和最近的撒哈拉以南非洲，农村人口外流是一种特色鲜明的现象。

### 沙塵暴
从混合自給農業向商品作物和畜牧业的转变始于19世纪后期。新的资本市场系统和铁路网络使农业开始向每英亩雇用较少人力的大型农场的发展。这些较大的农场使用了更高效的技术，如钢犁、机械收割机和高产品种储备，减少了每单位产量的人力投入。大平原的另一个问题是人们使用不适应土壤和天气条件的耕作技术。大多数自耕农家庭农场通常被认为太小而无法生存（320英亩以下），而欧美自给农业无法继续。
在20世纪30年代的沙尘暴和大萧条期间，由于多年干旱和大沙尘暴导致的商品价格低迷、负债率高企，大量人口逃离大平原和中西部的农村地区。大平原的农村人口流失在文学中亦有描绘，例如約翰·史坦貝克的小说《愤怒的葡萄》（1939），其中大平原的一个家庭在20世纪30年代的沙尘暴期间迁移到加州。

### 現代的農村人口外流
「女性離開的人數比男性多。各地的女性都會遇到玻璃天花板，但在農村地區，它往往是厚鋼做的。」 
——增田宽也，關於日本農村人口外流的報告的作者
 第二次世界大战后的农村人口外流主要是由于工业化农业的扩散。小型、劳动密集型的家庭农业已经发展成为或者已经被重型机械化和专业化的工业化农场所取代。小型家庭农场通常生产各种农作物、园艺和动物产品——这些都需要大量的劳动力；而大型工业农场通常只专注于少数作物或牲畜品种，使用大型机械和高密度的牲畜围护系统，其单位产出所需的劳动力的非常少。例如，爱荷华州立大学报告爱荷华州的生猪农户数量从1980年的65,000人下降到2002年的10,000人，而每个农场的生猪数量从200头增加到1,400头。
饲料、种子、成品粮和畜牧产业的整合意味着农村地区的小企业会减少。这种减少又加剧了对劳动力需求的减少。过去能给所有吃苦耐劳的年轻人提供就业机会的农村地区，越来越难以为年轻人提供机会。伴随人口下降的学校、商业和文化等服务的减少令情况进一步恶化，剩余人口的年龄的增长又进一步对农村地区的社会服务体系提出了要求。

### 小城镇的荒废
企业农业结构的兴起直接影响到小农社区，导致人口减少、某些部门收入减少、收入不平等加剧、社区参与减少、零售店减少、零售贸易减少、环境污染加剧。农村空心化是全球老龄化社会的一个大趋势，可能部分地逆转了定居点土地使用的历史上的繁荣，即与人口增长同时开始，并伴随着工业革命和治疗性药物普及的繁荣。自20世纪90年代以来，中国通过合并学校来集中农村地区的村、镇或县学校，以解决其中的一些问题。切尔诺贝利是人类放弃土地使大量动物回归的一个例子。

## 決定因素
有几个决定因素——推力和拉力——会助长农村人口外流：（人们感知的）农村社区的经济机会水平与城市社区相比较低，政府对农村社区的投入水平较低，城市的教育、婚姻机会较多，城市地区的社会接受程度更高，以及农村生育率较高。

### 经济决定因素
一些移民选择离开农村社区，是因为希望能在城市地区追求更大的经济机会。“更大的经济机会”既可以是真实的，也可是感知的。根据哈里斯-托达罗模型，只要“预期的城市实际收入超过实际农业产出”，向城市地区的迁移就会继续（127）。然而，社会学家约瑟夫·古格勒指出，虽然增加工资的个人利益可能超过移民的成本，但如果足够多的人遵循这一原理，就会产生有害影响，如全国性的过度拥挤和失业。当城市化率超过经济增长率时，这种现象被称为过度城市化（或“虚假城市化”）。自农业工业化以来，机械化减少了农村社区的就业机会。一些学者还将农村人口流失归因于全球化的影响，因为对提高经济竞争力的需求致使人们选择资本而非劳动力。与此同时，农村生育率一直高于城市生育率。农村岗位减少和农村生育率居高不下，共同导致农村人向城市迁移。农村人口流失还包含一个正反馈循环，农村社区的早期移民帮助新移民适应城市生活。移民网络也被称为连锁式移民，降低了农村人口外流的门槛。例如，中国绝大多数农村移民通过移民网络在城市地区找到工作。
一些家庭选择将孩子送到城市作为投资未来的形式。Bates和Bennett（1974）进行的一项研究得出结论显示，拥有其他可行的投资机会——例如牲畜——的赞比亚农村社区，与没有可行投资机会的地区相比，农村向城市迁移的比率较低。将孩子送入城市可以作为长期投资，家长希望他们的孩子能够在城市找到工作后汇款回家。
可用的良田减少，使农业部门的贫困人口面临着严峻的挑战。通过外商直接投資（FDI）计划进入的外国投资者被鼓励在柬埔寨和埃塞俄比亚的农村地区租赁土地。这导致当地社区失去了耕地、牧场、林地和水源。由外商直接投资资助的大规模农业项目只会雇用一些专门从事相关新技术的专家。

### 社会决定因素
还有一些情况下，农村人口外流可能是对社会决定因素的反应。2012年进行的一项研究表明，印度农村的外流人口中很大一部分是由诸如举家搬迁、婚姻和教育的社会因素造成的。举家搬迁和婚姻的搬迁特别影响到妇女，因为她们往往是与家庭一起搬家或因结婚搬家的人，特别是在发展中地区。
农村青年可以选择离开他们的农村社区，作为走向成年、去寻求更宽广的成功之路的方式。在农村经济停滞和父母的鼓励之下，农村青年可能会因为社会规范而选择迁移到城市——以表现出领导力和自尊心。由于这种社会鼓励与农村经济低迷共同作用，农村青年在迁入城市地区的移民中占很大比例。在撒哈拉以南非洲，Touray在2006年进行的一项研究表明，约有15％（2600万）的城市移民是青年。
最后，自然灾害往往是导致临时大规模的农村至城市的人口流动的单点事件。例如，美国的20世纪30年代的沙尘暴导致了1940年间大平原流失250万人，其中许多人逃往西部的新城市。据估计，在20世纪30年代，平原的州的每四个居民中就有一个离开。2006-2011年叙利亚的干旱导致农村人口大量涌入主要城市中心。大量涌入城市地区，加上生活条件艰难，促使一些学者将干旱与阿拉伯之春在叙利亚的到来联系起来。

## 案例

### 美国和加拿大
该术语在美国和加拿大用于描述大平原和中西部地区农村地区人口迁移，以及较小程度上指东北部、东南部农村地区以及阿巴拉契亞地区的人口迁移。自1992年大西洋西北部鳕鱼渔业崩溃以来，加拿大大西洋沿岸地区（特别是纽芬兰岛）的情况也特别引人关注。

### 中国
与许多其他工业化国家一样，中国的农村人口外流起步相对较晚。在1983年以前，中国政府通过户籍制度极大地限制了公民在国内迁徙的能力。自1983年以来，中国政府逐步取消了对国内迁徙的限制，导致迁入城市地区的人数大幅增加。然而，即便在今天，户口制度仍然限制了农民工以城市政府补贴后的较低价格获得城市社会服务的能力。
与大多数农村人口外流的例子一样，有几个因素导致了中国的大规模城市化。收入差距、家庭压力、农村地区较高的平均生育率导致的劳动力剩余，以及更好的生活条件，都助长了移民从农村流向城市地区的趋势。 目前约有2.5亿农民工居住在城市，54％的中国人口居住在城市地区。

### 英格兰和威尔士
地主对高效生产的追求导致了16-17世纪的圈地运动。因为当时租户无法放牧，这造成了农村地区的骚乱。他们有时要靠铤而走险违法来养家糊口。反过来，一些人后来又因犯罪被流放至国外——通常是澳大利亚。最终，经济措施促成了英国农业革命。

### 德国

#### 中世纪
自11世紀以來，德國的農村人口外流已在某種程度上發生。德国法律中的相应原则是（城市空气让你自由），更完整的说法是（城市空气让你在一年零一天后自由）：按照习惯，从1231/32年开始，根据法规，在城市中度过了一年零一天的农奴可获得自由，且前主人不可将他们召回。

#### 德国Landflucht
Landflucht（即农村人口外流，相当于英语的）指的是19世纪后期德国（以及欧洲大部分地区）农民大规模迁移到城市。
1870年，德国的农村人口占总人口的64％；到1907年，这个数字下滑至33％。仅在1900年，普鲁士的東普魯士、西普鲁士、波森、西里西亞和波美拉尼亞省就有大约160万人流失到城市，这些原农业工人被吸收成为迅速发展的工厂劳工阶层；这次大规模迁徙的原因之一是农村收入与城市的工资水平相比有所下降。
Landflucht导致了德国农村和农业的重大转变。机械化农业和移民工人，特别是东部的波兰人（Sachsengänger），变得更常见，尤其是在普鲁士在瓜分波蘭时获得波森省。德国东部的波兰人口是第一次世界大战后建立“波兰走廊”以及第二次世界大战后将奧德河-尼斯河線以东的土地并入波兰的理由之一。此外，一些劳动密集型企业被对劳动的需求少得多的企业所取代，如禁猎区。
Landflucht这个词在德语中具有贬义，因为它是由农场雇主（通常是德国贵族）造的，他们正哀叹他们的劳动力短缺。

### 苏格兰
苏格兰的农村人口外迁在英格兰之后，但迟了几个世纪。18世纪到19世纪，大约110年间，发生了农场整合和低效率租户驱逐的事件，即高地清洗。塞缪尔·约翰逊于1773年遇到此事，并将其记录在他的作品《苏格兰西部群岛之旅》（A Journey to the Western Islands of Scotland）中。他对人口的流失感到遗憾，但缺少信息来分析该问题。

### 瑞典
瑞典的农村人口外迁可以追溯到两波分别的事件。第一波是从19世纪50年代开始（当时82％的瑞典人口居住在农村地区），一直持续到19世纪80年代后期，这次主要是由于农村的贫困、失业、农业收入低、劳役偿债、半封建社会和国教的宗教迫害。大多数移民都是临时起意移民，迁往瑞典的三个大城市、美国、丹麦或德国。这些第一批移民中有许多是缺乏技术、几乎不识字的劳动者，他们在城市寻找农活或日工。
第二波移民潮始于19世纪90年代后期，并在1922年至1967年间达到顶峰，农村人口外流率最高时是在20世纪20年代和50年代。瑞典的经济增长和工业繁荣，这主要是“拉力因素”，其中城市地区的大规模经济扩张和工资增长将年轻人“拉”到有工作岗位的地方，同时抑制了农村的工作机会。1925年至1965年间，瑞典的人均国内生产总值从850美元增长到6200美元。同时，生活在农村地区的人口比例从1925年的54％急剧下降到1965年的21％。

### 俄罗斯和前苏联国家
俄罗斯和前苏联国家的农村人口外流时间晚于西欧。1926年，只有18％的俄罗斯人生活在城市地区，而同时在英国，这一比例超过75％。虽然农村人口外流开始得晚，但在整个第二次世界大战期间以及随后几十年一直在快速进行。到1965年，53%的俄罗斯人生活在城市地区。苏联作者M. Ya Sonin于1959年编制的统计数据显示了苏联的快速城市化。1939年至1959年间，农村人口减少了2130万，城市中心增长了3940万。在这一人口剧变中，农村人口外流占变化的60%以上。一般来说，大多数农村移民倾向于在他们所在地区的城镇定居。农村人口外流在20世纪的大部分时间持续。然而，随着苏联解体，农村人口外流逆转，城市的政治和经济动荡促使许多城市居民返回农村。

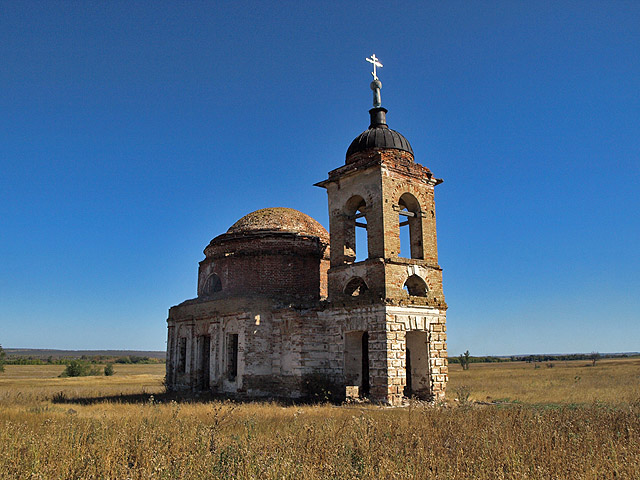
俄罗斯萨拉托夫州废弃的村庄Novospasskoye中人去楼空的教堂

农村人口流失并非在整个苏联一致地发生。俄罗斯西部和乌克兰的农村人口下降幅度最大，分别为30％和17％。相反，苏联的周边地区，如中亚，出现了增长，与同时期农村往城市迁移的总体格局相反。作物多样化和劳动力短缺是外围农村人口增长的主要原因。
俄罗斯和前苏联的农村人口外流有几个主要决定因素。在俄罗斯和前苏联较晚来临的农业工业化导致农村就业机会减少。较低的生活水平和艰苦的作业也促使一些农民迁移到城市地区。特别是苏联集体农庄制度维持着苏联农民的低生活水平。从1928年左右开始，集体农庄制度取代了整个苏联的家庭农业。俄罗斯农民被迫在政府规定的低工资水平下长期工作，而且工资往往不随通货膨胀调整，生活条件相当低——尤其是与城市生活相比。虽然勃列日涅夫1965年的工资改革改善了农民的低工资问题，但农村生活仍然令人窒息，特别是对技术人员和受过教育的人而言。

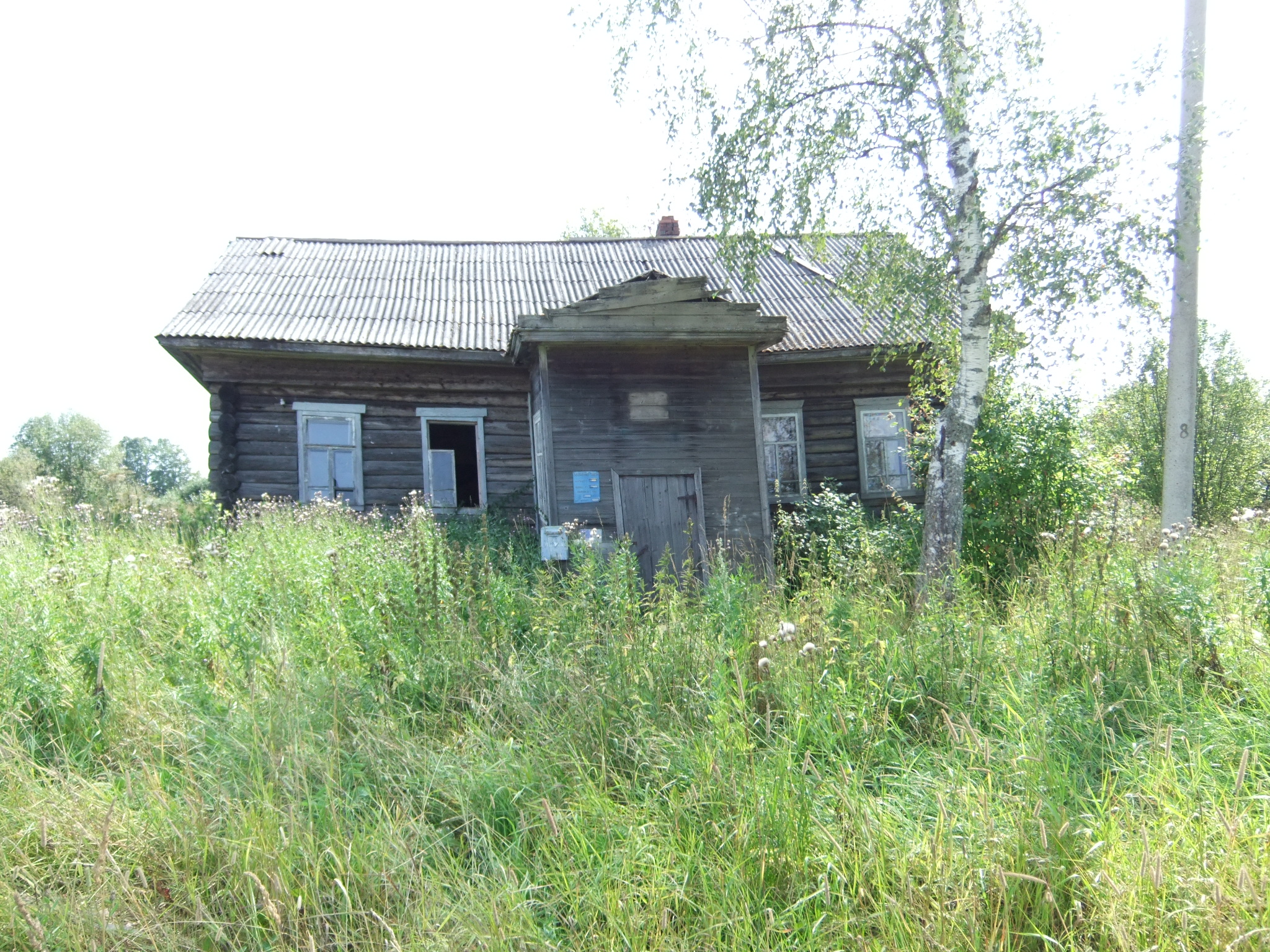
俄罗斯雅羅斯拉夫爾州Menkovo的一个废弃的邮局

虽然移民来自社会各阶层，但有一些群体比其他群体更倾向于搬迁。和其他农村人口外流的例子一样，年轻人比老年人更有可能迁移到城市。20岁以下的年轻女性是最有可能离开农村生活的人群。随着自然增长率在20世纪急剧下降，年轻女性的外流进一步加剧了农村社区的人口转变。最后，有一技之长和受过教育的人也可能迁移到城市地区。

### 墨西哥
墨西哥的农村人口外流始于20世纪30年代，直到今天。与其他发展中国家一样，墨西哥工业化开始后不久，农村人口外流就开始加速了。
20世纪30年代，卡德纳斯总统实施了一系列农业改革，导致农民之间大量重新分配农业用地。一些评论家随后将1940年至1965年期间称为“墨西哥移民的黄金时代”。在此期间，墨西哥农业的平均增长率为5.7％，超过了农村人口3％的自然增长率。同时，政府支持工业化的政策使城市工业就业人数大幅增加。墨西哥城编制的统计数据显示了这一趋势，20世纪40年代，50年代和60年代创造出了超过180万个就业岗位。与农村保守的环境相比，受学校教育的年轻人受到许多工作和更现代生活方式的吸引是，最有可能放弃农村生活而追求城市生活的人口群体。此外，由于对新工人的大量需求，许多这些工作的入职要求很低，还提供了在职工作培训，为许多农村居民的迁入开辟了道路。从1940年到1965年，农村人口外流缓慢而稳定地进行，农业和工业同时增长。
然而，随着政府政策越来越青睐工业而不是农业，农村条件开始恶化。1957年，墨西哥政府开始通过大量进口来调节玉米价格，以保持城市较低的食品成本。该法规严重压低了玉米市场价格，降低了小农的利润率。与此同时，绿色革命进入了墨西哥农业。受诺曼·布劳格工作的启发，采用杂交种子和肥料添加剂的农民每英亩产量可翻番甚至增加两倍。不幸的是，这些产品成本相对较高，在玉米价格降低后许多农民无法企及。玉米价格监管和绿色革命的共同影响是将小农场合并为更大的庄园。Osorio在1974年进行的一项研究得出的结论是，1960年，墨西哥约50.3％的地块面积不到5公顷。相比之下，0.5％的庄园占全部耕地面积的28.3％。由于许多小农户失去了土地，他们要么迁移到城市，要么成为在各大庄园之间流动的农民工。1950年至1970年间，农民工比例从总人口的36.7％增加到54％。产业发展的中心化模式和政府政策绝大多数有利于工业化，这促成了墨西哥从20世纪60年代末开始到现在的大规模农村人口外流。

## 後果
农村到城市的移民面临着一些挑战，这些挑战可能会阻碍他们迁入城市化地区后的生活品質。许多移民没有在城市获得体面工作的受教育水平或技能，因而被迫从事不稳定的低薪工作。源源不断的农村移民导致不充分就业和失业状况恶化，这在农村移民中很常见。雇主为农民工提供较低的工资和较差的劳动条件，他们必须相互竞争以获得有限的工作岗位，而且往往不知道自己的劳工权利。农村移民的生活条件往往也恶劣。许多城市人口激增，这些城市的服务和基础设施无法跟上人口增长的步伐。农村人口的大量涌入可能导致严重的住房短缺，水和能源供应不足以及整个城市普遍存在贫民窟的状况。
此外，农村移民往往难以适应城市生活。在某些情况下，一个地区内的农村和城市地区之间存在文化差异。他们可能在城市地区陷入困境，很难继续坚持自己的文化传统。城市居民也可能会歧视这些往往不了解城市社会规范的新来者。在遭受边缘化和远离家乡文化的情况下，移民进入城市时都面临着许多社会上的挑战。
其中，妇女尤其面临着一系列独特的挑战。一些妇女逃出农村，以逃避家庭暴力或逼婚。有些父母选择派女性到城市寻找工作，以让她汇款回家。一旦进入城市，雇主可能会试图利用这些不熟悉劳动法、无社会网络可依赖的女性。在最糟糕的情况下，贫困可能迫使妇女卖淫，使她们面临社会污名和性传播疾病的风险。
不过，如果农村人口流出是缓慢、长期稳定的流动，一般情况下仍利大于弊，尤其是对于农村人口稠密的发展中国家。这些国家的农村往往存在严重的人地矛盾，人口稠密、农地的稀缺导致农户人均拥有的土地很少，难以通过务农来摆脱贫困（参见《农业内卷化》）。农村人口流失后，农村人均耕地保有量提升，留下来的农户有机会通过更低的成本扩张他们的田地或产业，从而掌握更多生产资料，缩短脱贫所需的时间。同时，离开农村前往城市的人则获得了改善生活的机遇。例如，中国的农民工中有很多人通过进城务工改善了生活，且这一城市化进程也没有在城市里形成规模巨大或赤贫状态的贫民窟。

### 引文
1. ↑  2000 U.S. Census Data
2. 1 2 3 4 5  Weeks, John. . Belmont, CA: Wadsworth, Cengage Learning. 2012: 353–391.
3. ↑  Davis, Kingsley.  (PDF). Scientific American. 1965, 213 (3): 40–53  [2014-03-13]. Bibcode:1965SciAm.213c..40D. doi:10.1038/scientificamerican0965-40. （原始内容 (PDF)存档于2014-03-15）.
4. ↑  Juan, Shan. . China Daily.   [2014-03-13]. （原始内容存档于2021-05-14）.
5. ↑  Cronon, William. . New York: Norton. 1991.
6. ↑  Cooper, Michael L. . New York: Clarion. 2004.
7. ↑  . The Economist. 2019-06-29  [2019-07-16]. （原始内容存档于2021-05-19）.
8. ↑  . Iowa Ag Review. Iowa State University. 2003  [2009-11-25]. （原始内容存档于2010-02-17）.
9. ↑  "Changes in Iowa farm structure" （页面存档备份，存于）; University of Iowa Extension;
10. ↑  Cai, Weixian; Chen, Gong; Zhu, Feng. . China Economic Review. 2017, 46: 123–141. doi:10.1016/j.chieco.2017.07.010.
11. ↑  Loyalka, Prashant; Rozelle, Scott; Luo, Renfu; Zhang, Linxiu; Liu, Chengfang. . International Journal of Educational Development. November 2010, (30(6)): 570–585  [2019-07-16]. （原始内容存档于2021-05-14）.
12. ↑  . 2019-02-19  [2019-07-16]. （原始内容存档于2021-05-14）.
13. ↑  Harris, John.  (PDF). American Economic Association.   [2014-03-13].
14. ↑  Gugler, Josef. "Overurbanization Reconsidered." Economic Development and Cultural Change 31, no. 1 (1 October 1982): 173–89.
15. ↑  Davis, Kingsley, and Hilda Hertz Golden. "Urbanization and the Development of Pre-Industrial Areas." Economic Development and Cultural Change 3, no. 1 (October 1954): 6–26.
16. ↑  Perz, Stephen. . The International Migration Review. 2000, 34 (3): 842–881. JSTOR 2675947. doi:10.1177/019791830003400308.
17. ↑  . UNDP.
18. ↑  Bates, Robert.  (PDF). Cahiers d'Études Africaines. 1974, 14 (55): 543–564  [2019-07-16]. JSTOR 4391333. doi:10.3406/cea.1974.2636. （原始内容 (PDF)存档于2021-05-14）.
19. ↑  Robinson-Pant, Anna.  (PDF). UNESCO. 2016: 90–91  [2019-07-16]. ISBN 978-92-3-100169-7. （原始内容 (PDF)存档于2018-08-25）.
20. ↑  Hassan, Tarique; Khan, Jabir. . International Journal of Advanced Research in Management and Social Sciences. December 2012, 1 (12)  [2014-03-13].
21. 1 2 3 4  Min-Harris, C.  (PDF). Disponible en ligne dans le site.   [2014-03-13]. （原始内容 (PDF)存档于2021-05-14）.
22. ↑  . PBS.   [2014-03-13]. （原始内容存档于2017-03-07）.
23. ↑  Aukalh, R. . Toronto Star. 2013-03-16  [2014-03-13]. （原始内容存档于2021-05-14）.
24. ↑  Liang, Zai; Zhongdong Ma. . Population and Development Review. 2004, 30 (3): 467–488. doi:10.1111/j.1728-4457.2004.00024.x.
25. 1 2  . The Economist. 2014-03-21  [2014-04-18]. （原始内容存档于2017-12-19）.
26. ↑  . International labour organization.   [2014-04-18]. （原始内容存档于2021-05-14）.
27. ↑  Beresford, Maurice. . Sutton. 1998.
28. ↑  Shoemaker, Robert B. . Essex: Longman: Harlow. 1999. ISBN 978-0-582-23889-3.
29. ↑  Landes, David S. . Cambridge University Press. 1969: 18. ISBN 978-0-521-09418-4.
30. ↑  SchapiroShotwell; 1922, p. 300.
31. ↑  Kirk1969, p. 139.
32. 1 2  Mises2006, p. 8.
33. 1 2  Shafir 1996, p. 150.
34. ↑  Drage 1909, p. 77.
35. ↑  McLean, Kromkowski 1991, p. 56.
36. ↑  Richards, Eric. . Edinburgh: Birlinn Ltd. 2008.
37. ↑  Johnson, Samuel.  James Boswell. London: Penguin UK. 2006 [1775].
38. 1 2 3 4 5  Wadekin, Karl-Eugen. . Soviet Studies. October 1966, 18 (2): 131–152. JSTOR 149517. doi:10.1080/09668136608410523.
39. ↑  Sonin, M. Ya. : 144. March 1959.
40. 1 2 3  Wegren, Stephen K. . Europe-Asia Studies. July 1995, 47 (5): 877–888. JSTOR 152691. PMID 12320195. doi:10.1080/09668139508412292.
41. ↑  Editors of the Encyclopædia Britannica. . .   [2014-03-29]. （原始内容存档于2015-04-30）.
42. 1 2 3 4 5 6  Arizpe, Lourdes. . International Migration Review. Winter 1981, 15 (4): 626–649. JSTOR 2545516. doi:10.2307/2545516.
43. ↑  Thurow, Roger; Kilman, Scott. . New York, NY: PublicAffairs. 2009.
44. ↑  Shaw, R. Paul. . Economic Development and Cultural Change. October 1974, 23 (1): 123–132. JSTOR 1153146. doi:10.1086/450773.
45. ↑  Osorio, S.R. . Mexico: Fondo de Cultura Economica. 1974.